# Lonchitis coriacea
Lonchitis coriacea är en ormbunkeart som beskrevs av Tard. Lonchitis coriacea ingår i släktet Lonchitis och familjen Lonchitidaceae. Inga underarter finns listade.